# Доня Пер'ясиця
45°19′ пн. ш. 15°29′ сх. д. / 45.32° пн. ш. 15.49° сх. д.
Доня Пер'ясиця (хорв. Donja Perjasica) — населений пункт у Хорватії, у Карловацькій жупанії у складі громади Барилович.

## Населення
Населення за даними перепису 2011 року становило 14 осіб.
Динаміка чисельності населення поселення: